# Rhinanthus pseudosongoricus
Rhinanthus pseudosongoricus är en snyltrotsväxtart som beskrevs av Vass.. Rhinanthus pseudosongoricus ingår i släktet skallror, och familjen snyltrotsväxter. Inga underarter finns listade i Catalogue of Life.